# 편육

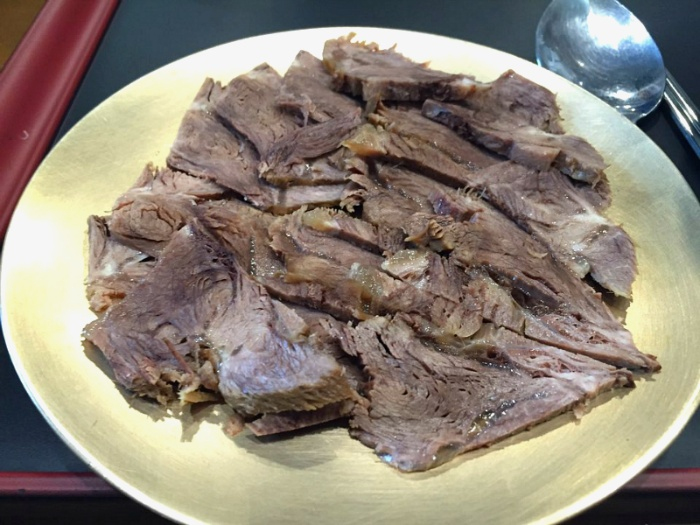
편육

편육(片肉, Pyeonyuk)은 육류를 덩어리째 삶아 누른 다음, 식혀서 얇게 썬 음식으로 돼지고기와 쇠고기를 많이 이용한다. 수육이라고도 한다.
쇠고기는 양지머리·사태·업진·장정육·쇠머리 등을 사용하며, 돼지고기는 삼겹살·어깻살·머리 부위가 좋다. 새우젓과 함께 배추김치에 싸먹으면 고기를 담백하게 즐길 수 있다.

## 같이 보기
- 묵
- 족발
- 족편